# 햄릿 (1948년 영화)
《햄릿》(Hamlet)은 영국에서 제작된 로렌스 올리비에 감독의 1948년 드라마 영화이다. 로렌스 올리비에 등이 주연으로 출연하였고 로렌스 올리비에 등이 제작에 참여하였다.

## 내용
덴마크의 왕자 햄릿(올리비에)은 죽은 부친의 망령(亡靈)의 알림으로 숙부인 왕에게 복수하려고 한다. 그러나 과연 그 복수가 옳은지, 아니면 그른지에 대하여 고민하는 중에 연이어 비참한 오해가 생겨 주요 등장 인물은 모두 비명의 최후를 마친다.

## 감상
셰익스피어의 희곡 영화화는 옛날부터 세계 각국에 부지기수이나 로렌스 올리비에의 감독·주연에 의한 <헨리 5세>, <햄릿>, <리처드 3세>의 3작품은 그 격조의 높음과 영화적으로 잘 다루어진 표현과, 특히 주연인 로렌스 올리비에의 훌륭한 연기에 의해서 가장 우수한 작품이라고 말할 수 있을 것이다. 그 가운데서도 이 <햄릿>은 원작자의 희곡을 최대한으로 살리면서 카메라를 자유자재로 움직여 유려(流麗)한 영상(映像)의 흐름을 엮어냈다는 점에 특히 대서특필할 만한 것을 가지고 있다. 대사(臺詞)가 호소하는 정념(情念)과 카메라의 움직임이 만들어 내는 정념과의 완전한 일치 때문이다.

## 출연

### 주연
- 로렌스 올리비에
- 배질 시드니
- 에일린 헐리
- 노만 울란드
- 테런스 모건
- 진 시몬즈

### 조연
- 존 로리
- 에스몬드 나이트
- 안소니 퀘일
- 니올 맥긴스

## 기타
- 원작자: 윌리엄 셰익스피어
- 협력프로듀서: 레지널드 벡
- 미술: 로저 K. 퍼스
- 의상: 로저 K. 퍼스